# 丹增-希拉里機場
丹增-希拉里機場，原稱盧克拉機場（英語：Lukla Airport），位于尼泊爾，珠穆朗瑪峰附近的盧克拉，被稱為『世界上最危險的機場』，跑道為桌面跑道，盡頭的一邊是懸崖，另一邊是喜瑪拉雅山。為了幫助降落時減速和起飛時加速，跑道採用傾斜式設計，但這設計亦使飛機不能放棄起飛，不然會掉進懸崖。機場在2008年1月改用現名，以紀念歷史上最早成功攀登珠穆朗瑪峰的丹增諾蓋與艾德蒙·希拉里。許多攀山愛好者，選擇從加德滿都搭機到此地啟程攀登珠穆朗瑪峰。

## 機場設備
527公尺的跑道只容許直昇機及小型定翼機，例如：多尼爾228（19位乘客）。

## 航空公司及目的地

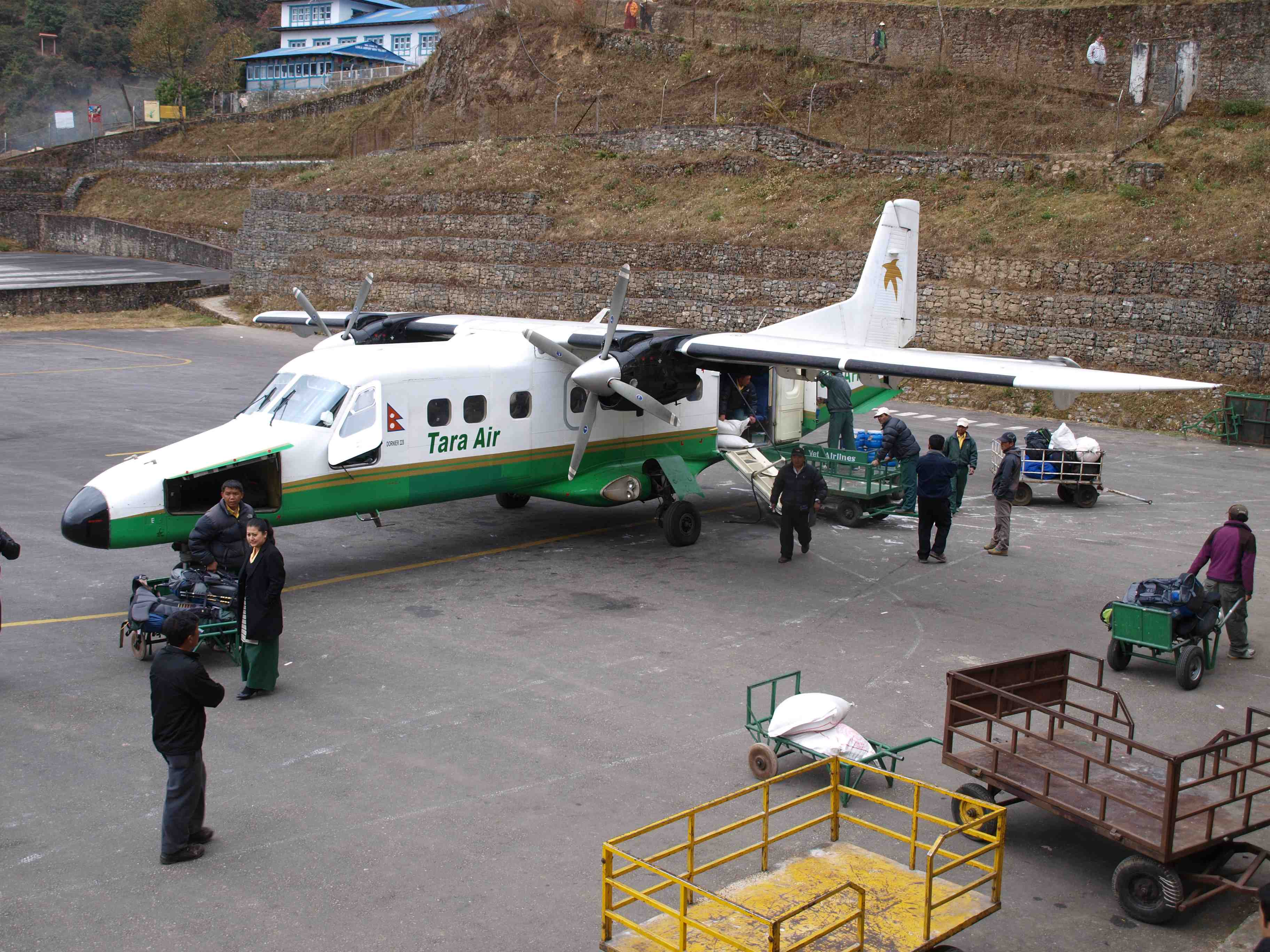
停留在丹增-希拉里機場的塔拉航空多尼爾228定翼機

| 航空公司   | 目的地                 |
| ---------- | ---------------------- |
| 尼泊爾航空 | 加德滿都 (暫停)        |
| 西塔航空   | 加德滿都               |
| 頂峰航空   | 加德滿都               |
| 塔拉航空   | 加德滿都 包機： Phaplu |

## 照片集
- DHC-6型飛機降落。
- DHC-6型飛機在跑道上
- DHC-6型飛機在機場裡
- 1999年仍未鋪好的跑道